# Théorème des suites adjacentes
En mathématiques, le théorème des suites adjacentes concerne les suites réelles et précise que deux suites adjacentes convergent, vers une même limite.

## Définition
Deux suites réelles (an) et (bn) sont dites adjacentes si l'une des suites est croissante (au sens large), l'autre suite décroissante (au sens large) et si la différence des deux converge vers 0.
On supposera par la suite que (an) est croissante et (bn) est décroissante.
Remarque
On a alors : pour tous entiers p et q, ap ≤ bq ; en particulier, pour tout entier  n, an ≤ bn.

## Énoncé
Théorème des suites adjacentes — Soient (an) et (bn) deux suites adjacentes. Alors ces deux suites sont convergentes et ont la même limite ℓ ∈ ℝ.
De plus, pour tout entier naturel n, an ≤ ℓ ≤ bn (où (an) est croissante et (bn) décroissante).
Ce théorème se déduit du fait que dans {\displaystyle \mathbb {R} }, toute suite croissante majorée converge, lui-même conséquence de la propriété de la borne supérieure : tout ensemble de réels non vide et majoré possède une borne supérieure. Ce théorème n'est donc pas valable si l'on travaille dans l'ensemble des rationnels et que l'on cherche une limite rationnelle.
On démontre même que cette propriété est équivalente à celle de la borne supérieure (voir l'article Construction des nombres réels). Elle offre l'avantage, par rapport à la propriété des suites croissantes majorées, de faire plus que prouver la convergence d'une suite. Elle en donne un encadrement aussi fin qu'on le souhaite.

## Utilisation
On rencontre le théorème des suites adjacentes dans tous les problèmes utilisant la méthode de dichotomie, dans le développement décimal d'un réel, dans l'écriture en fraction continue ainsi que dans de nombreux problèmes de quadrature (quadrature du cercle, de la parabole).
Deux suites (an) et (bn) sont adjacentes si et seulement si la suite (un) définie par u2k = bk – ak et u2k+1 = bk+1 – ak est de signe constant, de valeur absolue décroissante et de limite nulle, autrement dit si la série de terme général (–1)nun vérifie le critère de convergence des séries alternées. Le théorème de Leibniz énonçant la convergence de ce type particulier de série alternée est donc équivalent au théorème des suites adjacentes.
Le théorème des suites adjacentes est également utilisé dans le calcul de moyennes, comme la moyenne géométrique comme limite des suites adjacentes utilisant les moyennes arithmétique et harmonique, ou la moyenne arithmético-géométrique.